# وزن قاعدة العملة المعدنية

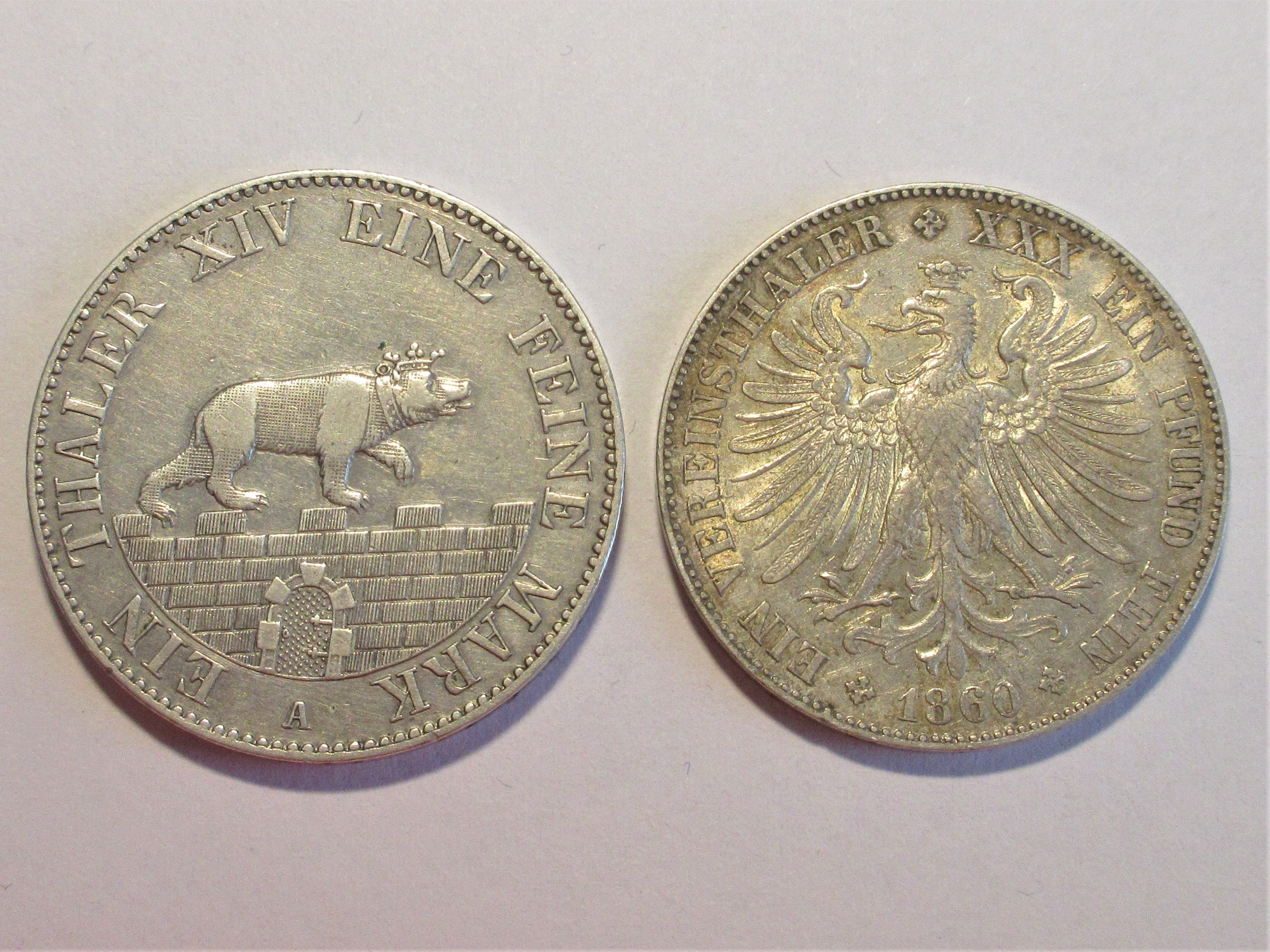
14 ثالرًا من علامة كولونيا و30 ثالرًا من زولبفوند في النقوش

وزن قاعدة العملة المعدنية هو مرجع رياضي لسكّ العملات وقد استُخدم في الأنظمة النقدية للإمبراطورية الرومانية المقدسة. وبالاشتراك مع معيار العملة  يُشير وزن قاعدة العملة إلى عدد العملات التي ستسكّ من وزن معياري مُحدد.

## التطوير

### الجنيه الكارولنجي
كان أول وزن أساسي للعملة المعدنية يحدد هو الجنيه الكارولنجي وهو رطل من الفضة الخالصة يزن 407.92 جرامًا.

### علامة كولونيا
استُبدل الجنيه الكارولنجي بما أصبح الوزن الأساسي للعملات المعدنية الأكثر شيوعًا في أوروبا الوسطى من العصور الوسطى إلى القرن التاسع عشر. كان هذا هو مارك كولونيا الذي يزن 233.779 غرامًا من الفضة. سُكّت عملات فضية بأوزان مختلفة من هذا الوزن القياسي. إذا سُكّت عملات ثالر من مارك كولونيا إلى معيار 10 ثالر (يُسمى Fuß أي "قدم")، فإن الثالر يحتوي على حوالي 23.4 غرامًا من الفضة (10 ثالر من 234 غرامًا). في الولايات الألمانية في بداية عام 1834 صدرت عملات ثالر وفقًا لعدة معايير :
- 12 ثالر قياسي (19.5 جرام من الفضة لكل ثالر )
- 13  ثالر قياسي (17.5 جرامًا)
- 14 ثالر قياسي (16.7 جرام)
- 18  ثالر قياسي (12.6 جرام)
- 24، لاحقًا 24  جولدن (9.5 جرام من الفضة لكل جولدن)
- 34 مارك قياسي (6.9 جرام من الفضة لكل مارك).

كان الوزن الموضح هو محتوى الفضة النقية في كل حالة. هذا يعني أن الوزن الإجمالي لهذه العملات قد يكون أعلى بسبب الإضافة وخاصة النحاس. ومع ذلك فإن قيمتها النقدية  والتي تتوافق مع قيمتها الحقيقية، تعتمد فقط على محتوى الفضة النقية والذي نتج عن التفاعل بين وزن قاعدة العملة ومعيار العملة. يمكن أن يختلف الوزن الدقيق لمارك كولونيا قليلاً من منطقة إلى أخرى. أصبحت المواصفات البروسية البالغة 233.855 جرامًا هي وزن قاعدة العملة الملزم للدول المشاركة في معاهدة دريسدن لسك العملات. من هذا الوزن الأساسي للعملات لم يكن من الممكن سك عملات التالر والغولدن إلا إلى 14 ثالر أو 24. كان التعريف البروسي لمارك كولونيا يطابق تمامًا نصف رطل بروسي من حيث الوزن العام.

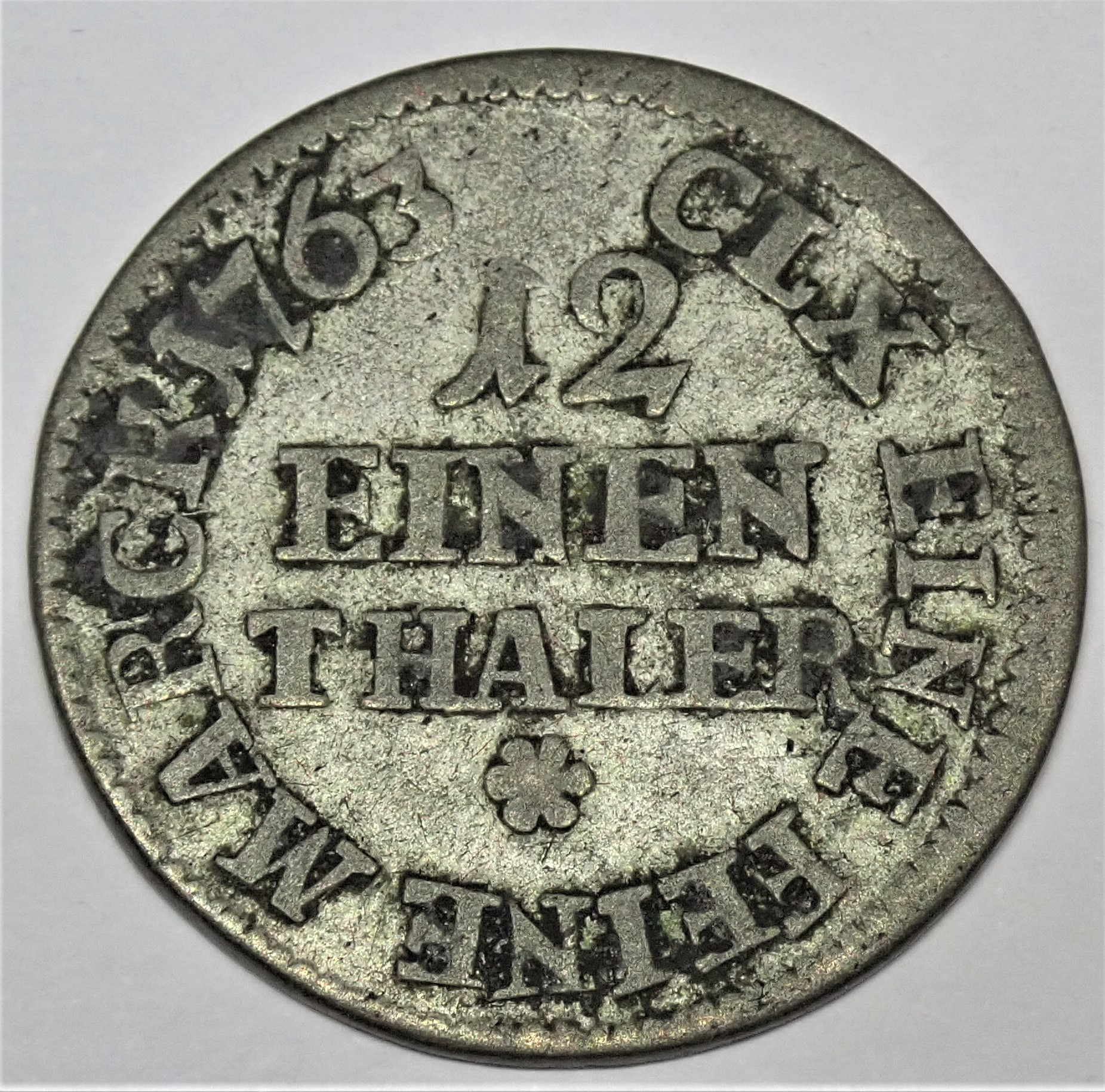
ساكسون ثالر سي أل أكس علامة جيدة

يمكن أيضًا الإشارة إلى علاقة عملات الثالر الفرعية التي سُكّت كعملات نقدية والتي تطابقت قيمتها الاسمية مع قيمتها الفضية بعلامة كولونيا في النقش. يظهر في الصورة  تالر من عام 1763 مكتوب عليها سي أل أكس علامة رائعة مما يؤكد أن 160 من هذه العملات المعدنية تتوافق مع الوزن الإجمالي لمارك كولونيا.

### زولبفوند
كان عقد سك العملات في فيينا لعام 1857 يهدف إلى تطوير وزن قاعدة العملة ومعيارها بشكل أكبر في اتجاه النظام العشري. بدلاً من مارك كولونيا الآن تحديد زولبفوند ("جنيه جمركي") للاتحاد الجمركي الألماني ( Zolvèrein ) البالغ 500 جرام كوزن قاعدة للعملة. منذ استبدال معيار 14 ثالر بمعيار 30 ثالر في نفس الوقت لم يتغير محتوى الفضة في الثالر كثيرًا. انخفض وزن الفضة النقية للثالر من 16.704 إلى 16.667 جرامًا نظريًا. وظل هذا الانخفاض في الوزن نظريًا لأن الفرق كان ضمن حدود التصنيع الشائعة في ذلك الوقت.

## الأدب
- _ (1871). دليل السياسة: Staatslexikon für das deutsche Volk ، المجلد 2. لايبزيغ: بروكهاوس.
- Arnold/Küthmann/Steinhilber: أكبر كتالوج ألماني من 1800 مكرر . باتنبرغ فيرلاج، ريجنستوف، ص. 7 و 9، الطبعة 32، 2017، ISBN 978-3-86646-131-4
- هوك، الدكتور AF والدكتور H. هوك (1875). Lehrbuch der Arithmetik für Gewerb- وHandels- وRealschulen., المجلد 2، الجزء 1. نورمبرغ: فريدر. كورن.